# 더 럭키 원
《더 럭키 원》(The Lucky One)은 2012년 공개된 미국의 로맨틱 영화로, 니컬러스 스파크스의 소설 《럭키 원》을 원작으로 한다.
이 영화는 부정적인 평가를 받았지만 9,940만 달러 이상의 수익을 올렸다.

## 줄거리
이라크에서 복무 중이던 미 해병 로건 티볼트는 전투 중 우연히 한 여성의 사진을 발견하고, 이를 행운의 부적처럼 지니고 다닌다. 이후 전역한 그는 사진 속 여성을 찾아 나선다. 사진 속 등대가 단서가 되어 루이지애나에 도착한 로건은 마을 사람들에게 사진을 보여주며 수소문하고, 마침내 사진 속 여성이 베스 그린이라는 사실을 알게 된다.
로건은 베스에게 접근하지만, 자신이 그녀를 찾아온 이유를 제대로 설명하지 못한다. 베스는 그저 일자리를 구하러 온 사람으로 오해하고, 할머니 엘리의 도움으로 로건은 베스의 가족과 함께 지내게 된다. 처음에는 로건의 존재를 불편해하던 베스는 그의 침착함과 성실함에 점점 마음을 열고, 베스의 아들 벤은 아버지 역할을 해 줄 사람이 없던 차에 로건에게 큰 애정을 느낀다.
한편 베스의 전 남편이자 지역 보안관인 키스는 로건을 경계하며 그를 못마땅하게 여긴다. 베스는 키스의 폭력적인 성격과 아들을 빼앗아갈지도 모른다는 불안감에 힘겨워하던 중 로건에게 기대게 된다. 로건과 베스가 가까워지는 것을 막으려던 키스는 로건이 처음 마을에 왔을 때 베스에 대해 물어봤다는 사실을 알고, 로건을 스토커로 몰아가 베스를 속인다. 이에 실망한 베스는 로건을 떠나보낸다.
하지만 엘리는 베스를 설득하고, 로건이 베스의 동생인 드레이크와 같은 부대였다는 사실을 알게 된 로건은 베스에게 드레이크가 전사한 당시의 이야기를 전해주려 돌아온다. 술에 취해 난폭하게 군 키스는 결국 해고당하고, 베스에게 다시 만나자고 애원하지만 거절당한다. 이에 키스는 아들 벤을 데려가겠다고 위협하고, 벤은 폭풍우 속에서 뛰쳐나간다. 키스와 벤을 뒤쫓던 베스와 로건은 위기에 처한 이들을 구하려다 키스는 목숨을 잃는다.
마침내 모든 오해를 풀고 서로의 마음을 확인한 로건과 베스는 함께 살아가게 된다. 로건은 드레이크가 자신의 부대원을 구하려다 죽었다는 사실을 베스에게 알려주고, 그들의 관계는 더욱 깊어진다. 1년 후, 로건, 베스, 벤은 행복한 가족의 모습으로 벤의 생일을 함께 축하한다.

## 출연

### 주연
- 잭 에프론
- 블리드 대너
- 테일러 쉴링

### 조연
- 제이 R. 퍼거슨
- 질리언 베더슨
- 조 크레스트
- 아담 르페브리
- 샤론 콘리
- 로버트 헤이즈
- 라일리 토머스 스튜어트
- 러셀 더햄 코메기스
- 앤 맥켄지
- 켄달 E. 터틀

## 기타
- 원작자: 니콜라스 스파크스
- 공동제작: 케리 헤이슨
- 미술: 바바라 링
- 세트: 캐시 루카스
- 의상: 데이나 핑크
- 배역: 론나 크레스